# James Harvey D'Egville
James Harvey D'Egville (v. 1770 - v. 1836) est un danseur, compositeur et chorégraphe britannique.

## Biographie
Fils de Pierre D'Egville, maître de ballet au Drury Lane et au Wells Sadler, frère du danseur George D'Egville, il commence au King's Theatre en 1783 et dans pour l'Opéra de Paris en 1784.
De retour en Angleterre en juin 1786, il danse dans The Nosegay au Theatre Royal Haymarket aux côtés de Maria Theresa Kemble (en) et en présence de la famille royale. Le 7 juillet, il apparait dans le ballet Jamie's Return avec son frère George et Maria Kemble.
Chorégraphe du King's Theatre de 1799 à 1809, il y est le professeur de Mary Ann Duff (en).

## Bibliographie

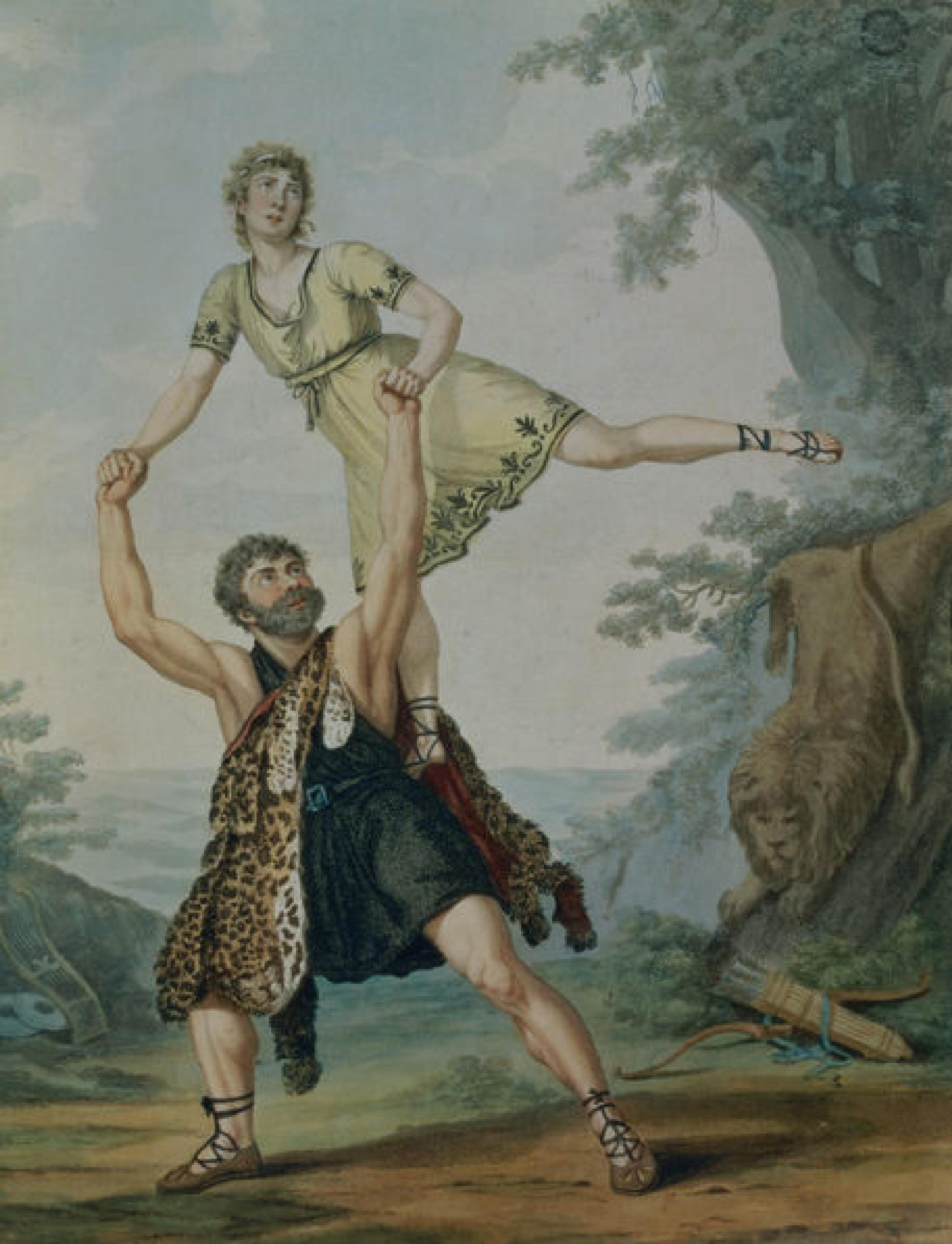
Deshayes et D'Egville dans Achille et Diedamie, d'après Antoine Cardon (1804)